# پودگورنویه (باشقیرستان)
پودگورنویه (انگلیسی: Podgornoye, Republic of Bashkortostan) یک شهرک در شهرستان کوگارچینسکی جمهوری باشقیرستان در کشور روسیه است.